# Institut für Sozial- und Wirtschaftswissenschaften
Das Institut für Sozial- und Wirtschaftswissenschaften (ISW) ist ein 1977 gegründetes, österreichisches Institut zur Untersuchung arbeitnehmerrelevanter Fragestellungen und deren Veröffentlichung in Veranstaltungen und Publikationen. Es hat seinen Sitz in Linz, Volksgartenstraße 40.
Präsident des Instituts ist (2011) Johann Kalliauer. Die drei Veröffentlichungsreihen des Instituts sind:
- die Zeitschrift WISO (Wirtschafts- und Sozialpolitische Zeitschrift)[2],
- die WISO-Dokumente (in unregelmäßigen Abständen erscheinende Einzeluntersuchungen, zusammengestellte Materialien und Tagesdokumentationen) und
- die ISW Forschungsberichte (bis 2010 sind 64 Nummern erschienen)